# Robert Herrick (scrittore)
Robert Welch Herrick (21 aprile 1868 – 23 dicembre 1938) è stato uno scrittore statunitense.
Esponente del realismo, scrisse romanzi sul tema della frenesia della società industrializzata e del tumulto che può creare nelle persone più sensibili e isolate. Dal 1935 al 1938 fu governatore delle governatore delle Isole Vergini statunitensi.